# Pinga Chasma
Il Pinga Chasma è una struttura geologica della superficie di Venere.